# زردخانة (ورغاهان)
زردخانة (بالفارسية: زردخانه) هي منطقة سكنية تقع في إيران في قسم ورغاهان الریفي. يقدر عدد سكانها بـ 125 نسمة .